# Чуксеев, Виталий Яковлевич
Виталий Яковлевич Чуксеев (5 июля 1933 года, Донской, Тульская область, СССР — 3 июля 2015 года, Москва) — советский и российский журналист-международник, заместитель генерального директора ТАСС (1991—1994), заслуженный работник культуры РСФСР.

## Биография
Родился 5 июля 1933 года в г. Донской, который на тот момент относился к территории Московской области.
Образование: экономический факультет МГУ; педагогический факультет, английский язык Московский государственный педагогический институт иностранных языков имени Мориса Тореза.
В 1957 году начал работать в ТАСС, прошел все редакторские категории, начав со стажера-практиканта, работал заместителем заведующего и затем заведующим территориальной редакцией.
Был в длительных зарубежных командировках: в Великобритании корреспондентом отделения (1961—1967 гг.) и заведующим отделением (1978—1983 гг.); в США — корреспондентом отделения в Вашингтоне (1968—1972 гг.) и старшим корреспондентом корпункта в Сан-Франциско (1977—1978 гг.).
С апреля 1984 г. — член коллегии ТАСС.
В период с1984 по 1991 годы — главный редактор Главной редакции иностранной информации (ГРИИ) ТАСС.
С сентября 1991 г. — заместитель генерального директора ТАСС — главный редактор ГРИИ.
С января 1992 г. — заместитель генерального директора ИТАР-ТАСС — главный редактор Агентства иностранной информации.
Член КПСС с 1961 г.
Являлся членом Союза журналистов СССР.
Умер 3 июля 2015 года в Москве.

## Награды
- Орден Трудового Красного Знамени
- Орден Дружбы народов
- Заслуженный работник культуры РСФСР